# Morela Retkińska

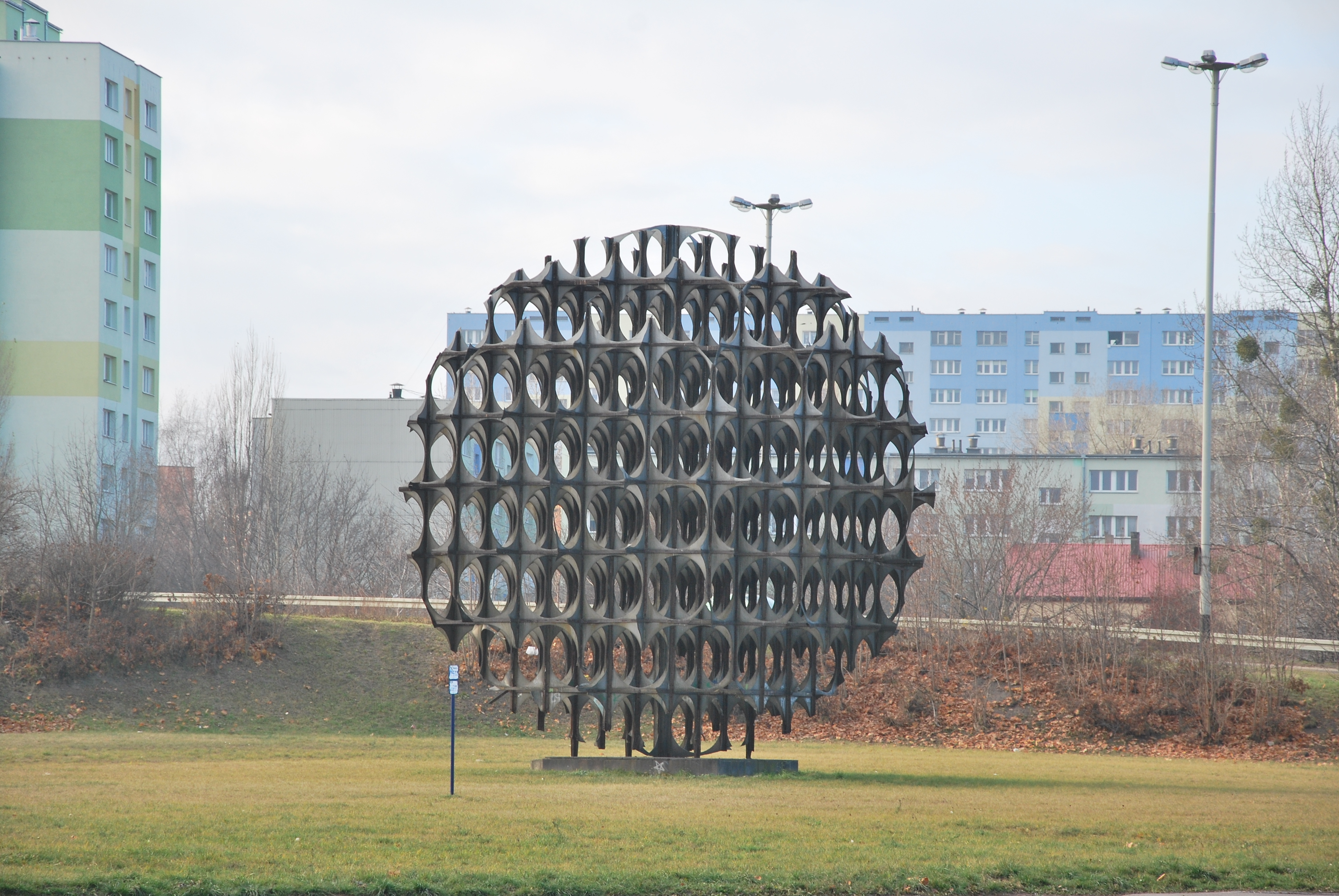
rzeźba w 2011 roku

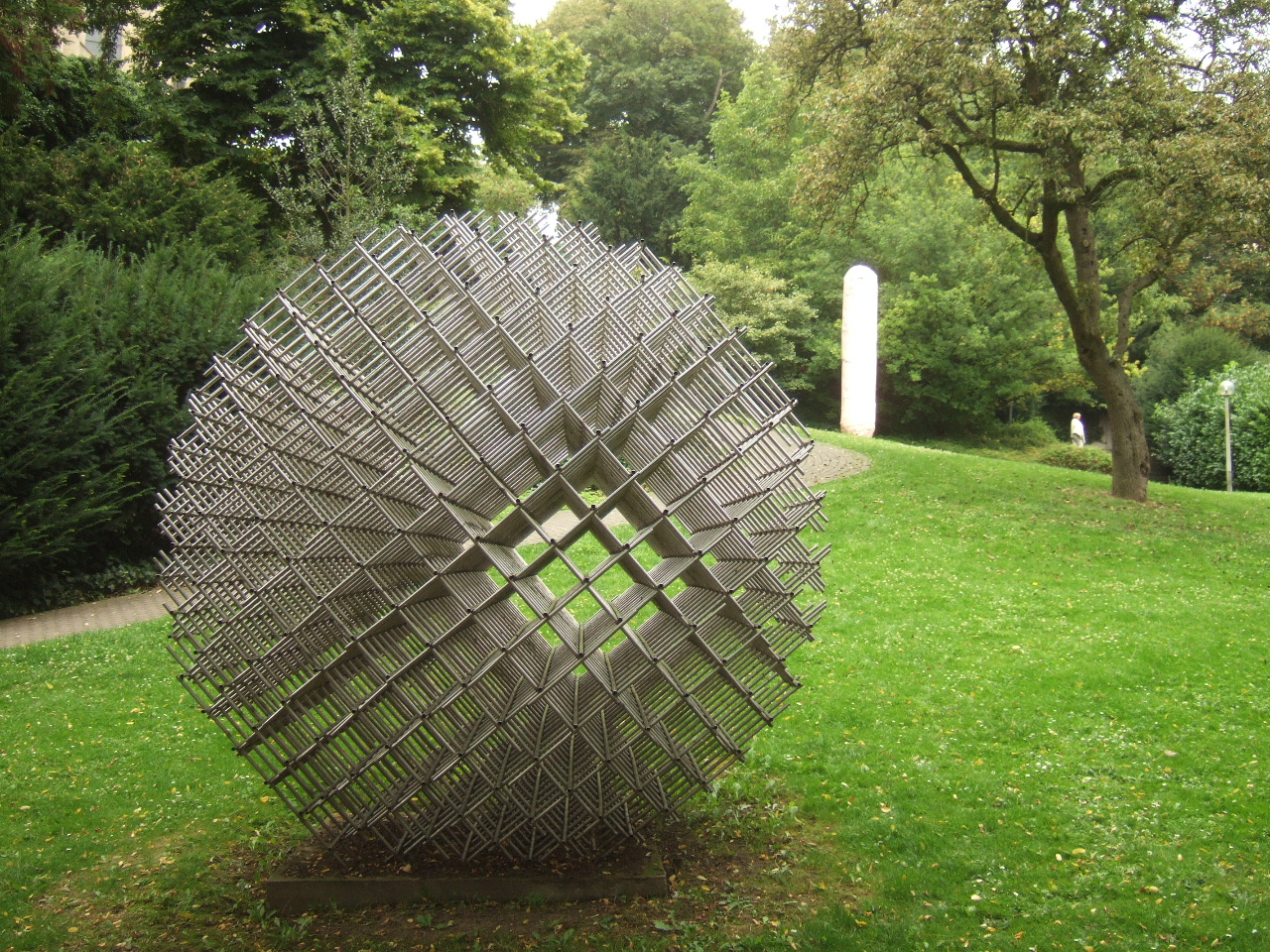
pierwowzór rzeźby

Morela retkińska – rzeźba Ryszarda Popowa ustawiona przy skrzyżowaniu ul. Waltera-Janke i ul. Maratońskiej w Łodzi w roku 1975.

## Okoliczności powstania
W 1973 roku w Muzeum Sztuki w Łodzi odbyła się wystawa, w ramach której wyeksponowano dzieło Kula-raster autorstwa François Morelleta. Obiekt ten był trójwymiarowym modelem, wpisującym się w nurt abstrakcji geometrycznej, wykorzystującym zjawisko iluzji optycznej. Zainspirowany tym obiektem Ryszard Popow, stworzył własną interpretację kuli Morelleta, składającą się z metalowych wykrojek (odpadów produkcyjnych) z fabryki UNIPROT. W porównaniu do oryginału, łódzka wersja cechowała się inną skalą oraz zastosowaniem powtórzonego motywu okręgu (w porównaniu do prostopadłych prętów Morelleta). Stworzoną we współpracy z Janem Hryckiem rzeźbę ustawiono pośrodku pół koniczynki nowo wybudowanej trasy łączącej łódzkie osiedla. Dzieło Popowa otrzymało tytuł Morela Retkińska nawiązujący do nazwiska autora pierwowzoru oraz lokalizacji rzeźby. Potocznie zyskała również nazwę Kuli na wiaduktach oraz Kuli z dziurami.

## Rzeźba w kulturze
Morela powstała w początkowej fazie budowy nowych osiedli bloków z wielkiej płyty na Retkini, w związku z czym trwale wpisała się w krajobraz osiedla. Geometryczna kula jest mocnym akcentem wizualnym pośród modernistycznej zabudowy. Jej awangardowy, niecodzienny i bezkompromisowy wygląd sprawił, że stała się m.in. tłem dla okładki albumu Tabasko autorstwa O.S.T.R. Morela jest przez środowisko miłośników sztuki PRL i powojennego modernizmu traktowana jako jeden z symboli Łodzi.